# Alex Pereira
Alexsandro Pereira, född 7 juli 1987, är en brasiliansk MMA-utövare och kickboxare som för närvarande tävlar i Ultimate Fighting Championship (UFC).  I kickboxning är han tidigare Glory-mästare i mellanvikt och lätt tungvikt. Sedan den 11 november 2023 är Pereira den regerande mästaren i lätt tungvikt i UFC och han har tidigare varit mästare i mellanvikt.

## Kickboxningskarriär

### Glory-mästare
2018 möttes Pereira och Yousri Belgaroui i Madison Square Garden, New York för en kamp om mellanviktstiteln i Glory. Pereira knockade Belgaroui i första ronden. 
Efter fyra raka titelförsvar av sin mellanviktstitel i Glory (mot Yousri Belgaroui, Simon Marcus och Jason Wilnis) så kom Pereira att gå upp en viktklass och utmanade Donegi Abena om interimbältet i Glory i lätt tungvikt. Pereira vann titelmatchen via knockout i den tredje ronden och blev den första dubbelmästaren i Glorys historia. 

## MMA-karriär

### Tidiga karriär
Pereira gjorde sin proffsdebut i MMA 2015 och förlorade matchen via submission.  Han radade därefter upp två raka segrar och fick chansen att möta Diego Henrique da Silva i den brasilianska upplagan av Dana White's Contender Series den 10 augusti 2018.  Matchen kom aldrig att bli av då Glory inte lät Pereira att tävla. 
Den 22 oktober 2020 stod det klart att Pereira hade skrivit kontrakt med Legacy Fighting Alliance (LFA) och han gjorde sin debut mot Thomas Powell den 20 november 2020. Pereira vann matchen via knockout i första ronden.

### Ultimate Fighting Championship (UFC)
Den 3 september 2021 skrev Pereira kontrakt med UFC. Han gjorde sin UFC-debut mot Andreas Michailidis på UFC 268 den 6 november 2021. Pereira vann matchen via TKO i andra ronden.  Vinst gav honom en Performance of the Night-bonus på 50,000 USD.
Pereira mötte Bruno Silva den 12 mars 2022 på UFC Fight Night 203.  Pereira vann matchen via enhälligt beslut. 
Pereira bokades in för att möta topprankade Sean Strickland på UFC 277 den 30 juli 2022.  Matchen kom dock att flyttas till UFC 276 den 2 juli 2022.  Pereira vann matchen via KO i första ronden.  Denna vinst gav honom en Performance of the Night -bonus på 50,000 USD  och en Crypto.com-bonus på 10,000 USD som betalas ut i bitcoin. 
Pereira var inbokad att möta Israel Adesanya den 12 november 2022 i en titelmatch om UFC:s mellanviktstitel på UFC 281. Han vann matchen via TKO i den femte ronden. Den 8 april 2023 på UFC 287 skedde en ny match mellan Pereira och Adesanya som han förlorade via KO i andra ronden.
Pereira gick därefter upp i viktklass till lätt tungvikt och mötte UFC:s tidigare mästare i lätt tungvikt Jan Błachowicz 
den 29 juli 2023 på UFC 291. Han vann matchen via ett splittrat domslut. Den 11 november 2023 på UFC 295 mötte Pereira tidigare UFC-mästaren i lätt tungvikt Jiří Procházka om UFC:s vakanta titel i lätt tungvikt. Han vann matchen via TKO i den andra ronden. Pereira blev den nionde kampsportaren genom tiderna att bli UFC-mästare i två olika viktklasser. Pereiras första match som titelförsvarare skedde den 13 april 2024 på UFC 300 mot tidigare UFC-mästaren i lätt tungvikt Jamahal Hill. Han vann matchen via KO i den första ronden.